# Vincenzo Guarnaccia
Vincenzo Aurelio Guarnaccia (Pietraperzia, 1899 – Milano, 1954) è stato un poeta e traduttore italiano.
Assieme a Ignazio Buttitta e Giuseppe Ganci Battaglia fondò a Palermo, nel 1927, la rivista dialettale La Trazzera. Lo stesso anno ottenne successo in Sicilia col suo dramma La morti di Cainu. Tradusse in italiano i Canti d'amore del popolo siciliano, Il mistero della torre di Arthur Conan Doyle (Atlante 1932; Lucchi e Aurora 1934) e I figli della terra di Władysław Reymont (ELI 1949). Fu preside di scuola superiore e curò antologie di letteratura italiana e manuali di storia e geografia.